# かごかき (歌曲)
「かごかき」は、大阪出身の作曲家、貴志康一が作曲した歌曲である。1934年の作と思われる。作詞は作曲者自身による。

## 概要
大阪の籠かきが、客を乗せて大阪の名所を回るさまを歌った曲で、「大阪城」「天神祭り」「曽根崎」「住吉」と大阪の名所が多く登場する。調子のよい曲調と親しみやすい旋律で人気の作品で、貴志の作品中もっとも知名度の高いものといえよう。しかし、その中にドビュッシーを始めとする印象派の作曲家に私淑していた貴志らしい斬新な和声設定があり、ただの流行歌とは一線を画しているといえる。当初は大阪人になじみの深い「ホイかご」というタイトルだったが、のちに改められた。作曲者自身による管弦楽版があり、作曲者の指揮でベルリンで初演されている。出版もベルリンであった。

## 歌詞
よいこらどっこいよっさっさ

ほいかごほいかご　ほいほいほい

かごはいらぬか

のりゃしゃんせ

難波（なにわ）はよいとこ

名所が多い

天満の天神天王寺

御霊に住吉大阪城

よいこらどっこいよっさっさ

ほいかごほいかご　ほいほいほい

かごはいらぬか

のりゃしゃんせ

天神祭りのお舟が通る

太鼓たたいて松明つけて

どんちきちきちき　どんちきちん

よいこらどっこいよっさっさ

ほいかごほいかご　ほいほいほい

かごはいらぬか

のりゃしゃんせ

曽根崎新地の夕べの風情

三味や太鼓のはやしも陽気

とんとことことこ　とんとことん